# Acanthoscelides pauperculus
Acanthoscelides pauperculus là một loài bọ cánh cứng trong họ Bruchidae. Loài này được Leconte miêu tả khoa học năm 1857.